# Cajón de tapeo

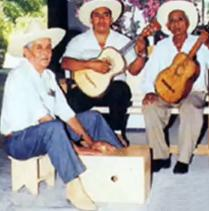
Cajón de tapeo, guitarra y vihuela

El cajón de tapeo, tapeador, cajón de tamboreo o cajón mexicano es un idiófono de tablas ensambladas, desarrollado como substituto de la tarima de baile de Oaxaca y Guerrero. 
El cajón de tapeo se toca en cuclillas o sentado sobre él, percutiendo con las manos o utilizando en una de las manos algún objeto. El ritmo del son de tarima que se toca en el cajón es ternario (3/4 y 6/8).
E. Thomas Stanford describe la ejecución del instrumento antiguo: requiere de un palo corto en una mano con el cual se realizan los acentos principales, mientras que la otra mano lleva los contratiempos, tamboreando sobre el cajón, cuyo uso resultó de las cajas de jabón que llegaban antiguamente a Jamiltepec, Oaxaca.
El cajón de tapeo se utiliza principalmente en los sones de tarima de Tixtla y los sones de artesa de la Costa Chica de Guerrero y Oaxaca, extendiendo su influencia hacia la región de la Costa Grande. 
Asimismo, este instrumento es parte de la dotación del Fandango de Varita junto con la guacharasca, idiófono de sacudimiento parecido al palo de lluvia.
El cajón de tapeo es parte de los instrumentos de percusión de raigambre africana llevados a México por los esclavos durante el período de Conquista.
Aunque tiene cierta similitud con el cajón peruano, el cajón de tapeo es distinto en cuanto a materiales de construcción y posición de ejecución. Los hay de una sola pieza de madera o cubiertos con un parche de piel animal.
Puede percutirse con las manos, con una vara, un trozo de madera o piedra de río.